# Kin kyori ren'ai
Kin kyori ren'ai (近キョリ恋愛?) è un film del 2014 diretto da Naoto Kumazawa.
Film sentimentale di produzione giapponese, adattamento dell'omonimo manga.

## Trama
Yuni è un'inespressiva ragazza-prodigio di liceo; i suoi voti sono tutti di prim'ordine tranne che in inglese cosicché il nuovo insegnante della sua classe, Haruka, s'impone per diventare il suo tutore privato. L'insegnante di matematica della scuola e responsabile della giovane, Kazuma, notando che Yuni è divenuta improvvisamente emotivamente instabile, decide di far annullare il tutoraggio.
Con l'aiuto della sua migliore amica Kikuko, Yuni comincia a rendersi conto che è oramai innamorata del professore, tanto ammirato da tutte le sue compagne di scuola; ogni volta però che cerca di confessarsi a parole ella si blocca. Così un giorno, determinata a confessare i propri sentimenti, inizia a scrivere un diario segreto. Un nuovo collega di Haruka nella stessa classe di Yuni, Mirei, finisce con il sorprendere per coincidenza il momento in cui il professore d'inglese bacia la propria alunna.